# Єшелніца
Єшелніца (рум. Eșelnița) — комуна у повіті Мехедінць в Румунії. До складу комуни входить єдине село Єшелніца.
Комуна розташована на відстані 297 км на захід від Бухареста, 24 км на захід від Дробета-Турну-Северина, 147 км на південний схід від Тімішоари, 122 км на захід від Крайови.

## Населення
За даними перепису населення 2002 року у комуні проживали 3070 осіб.
Національний склад населення комуни:
| Національність   | Кількість осіб | Відсоток |
| ---------------- | -------------- | -------- |
| румуни           | 2693           | 87,7%    |
| цигани           | 291            | 9,5%     |
| чехи             | 71             | 2,3%     |
| серби            | 7              | 0,2%     |
| угорці           | 3              | 0,1%     |
| німці            | 3              | 0,1%     |
| українці         | 1              | < 0,1%   |
| росіяни-липовани | 1              | < 0,1%   |

Рідною мовою назвали:
| Мова      | Кількість осіб | Відсоток |
| --------- | -------------- | -------- |
| румунська | 2968           | 96,7%    |
| чеська    | 51             | 1,7%     |
| циганська | 40             | 1,3%     |
| сербська  | 5              | 0,2%     |
| угорська  | 3              | 0,1%     |
| німецька  | 2              | 0,1%     |
| російська | 1              | < 0,1%   |

Склад населення комуни за віросповіданням:
| Релігія       | Кількість осіб | Відсоток |
| ------------- | -------------- | -------- |
| православні   | 2904           | 94,6%    |
| римо-католики | 122            | 4,0%     |
| п'ятдесятники | 39             | 1,3%     |
| реформати     | 3              | 0,1%     |
| баптисти      | 2              | 0,1%     |

## Зовнішні посилання
- Дані про комуну Єшелніца на сайті Ghidul Primăriilor [Архівовано 4 травня 2009 у Wayback Machine.]